# Sport in Campania
Elenco delle voci di Wikipedia relative alle società, associazioni, manifestazioni e strutture riguardanti lo sport nella Regione Campania:

## Principali impianti sportivi

### Stadi

Stadio Diego Armando Maradona, Napoli

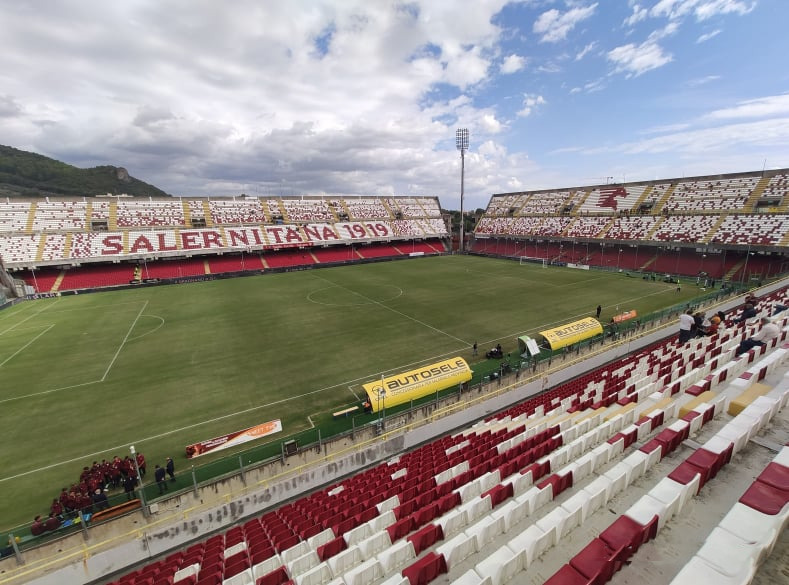
Stadio Arechi, Salerno

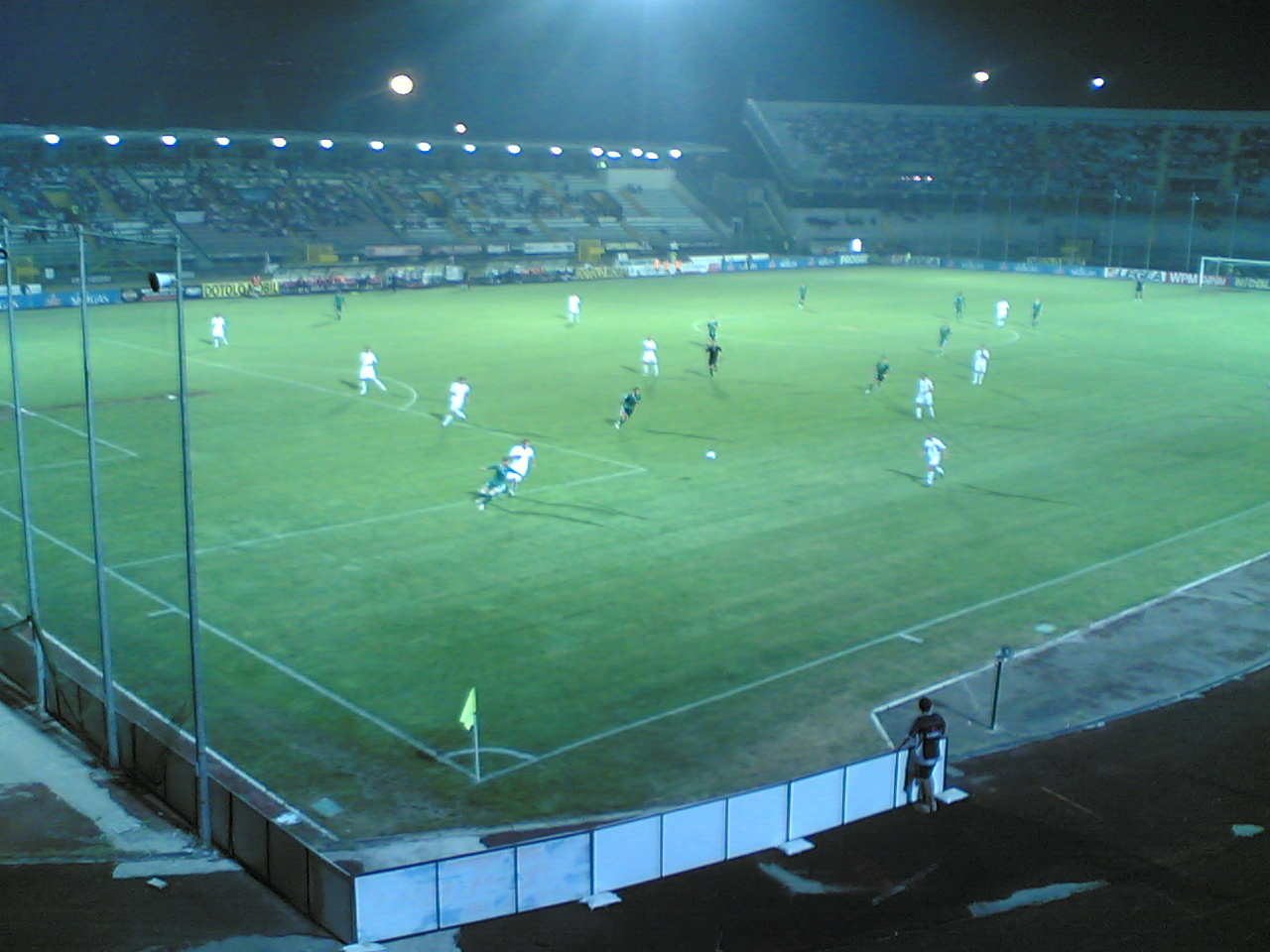
Stadio Partenio, Avellino

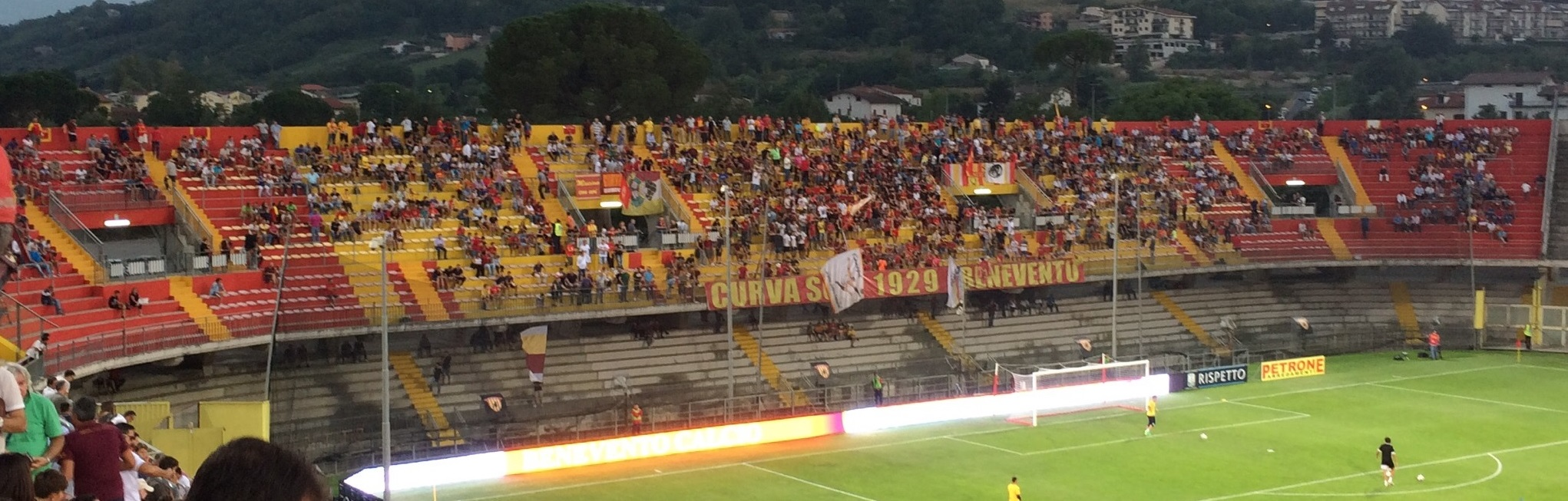
Stadio Vigorito, Benevento

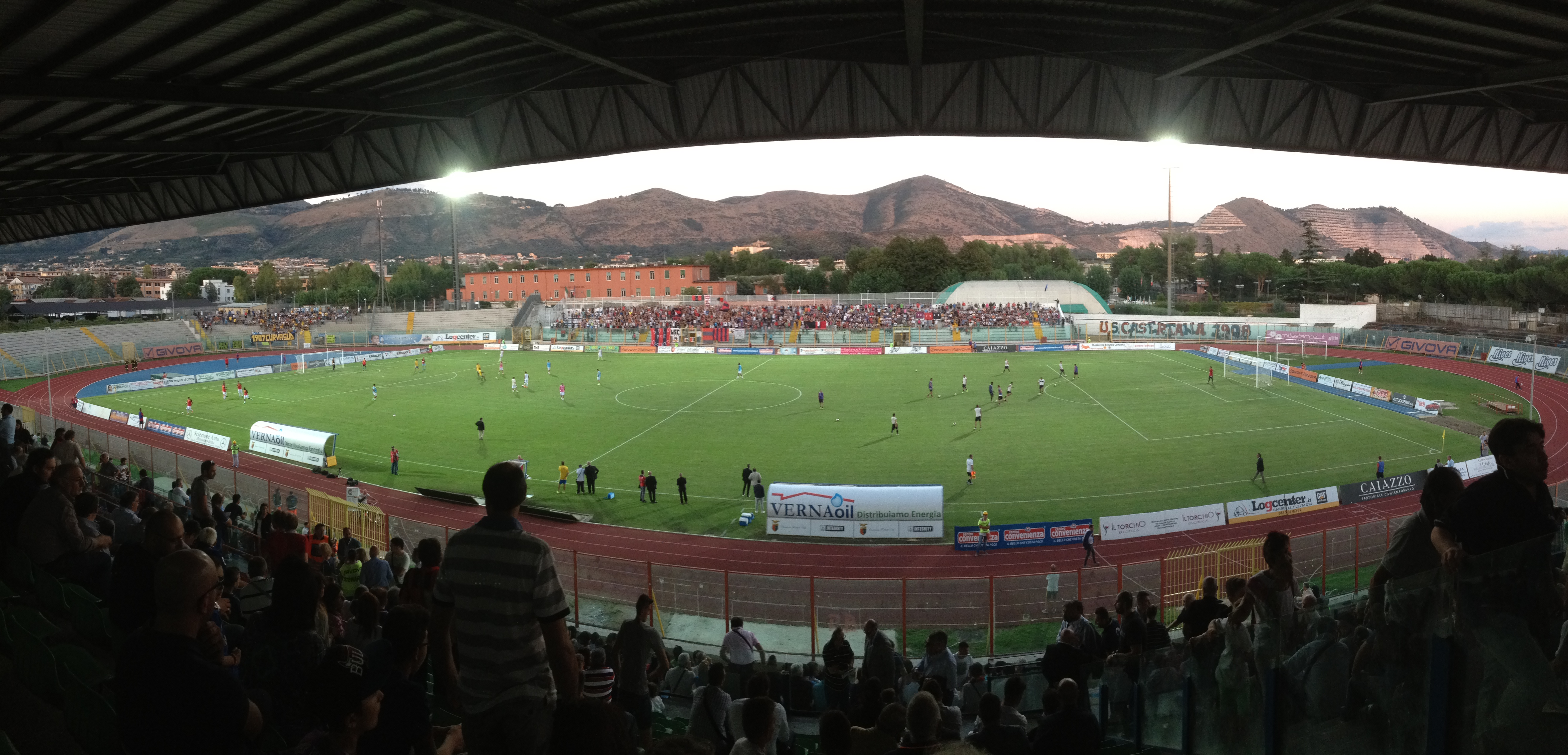
Stadio Pinto, Caserta

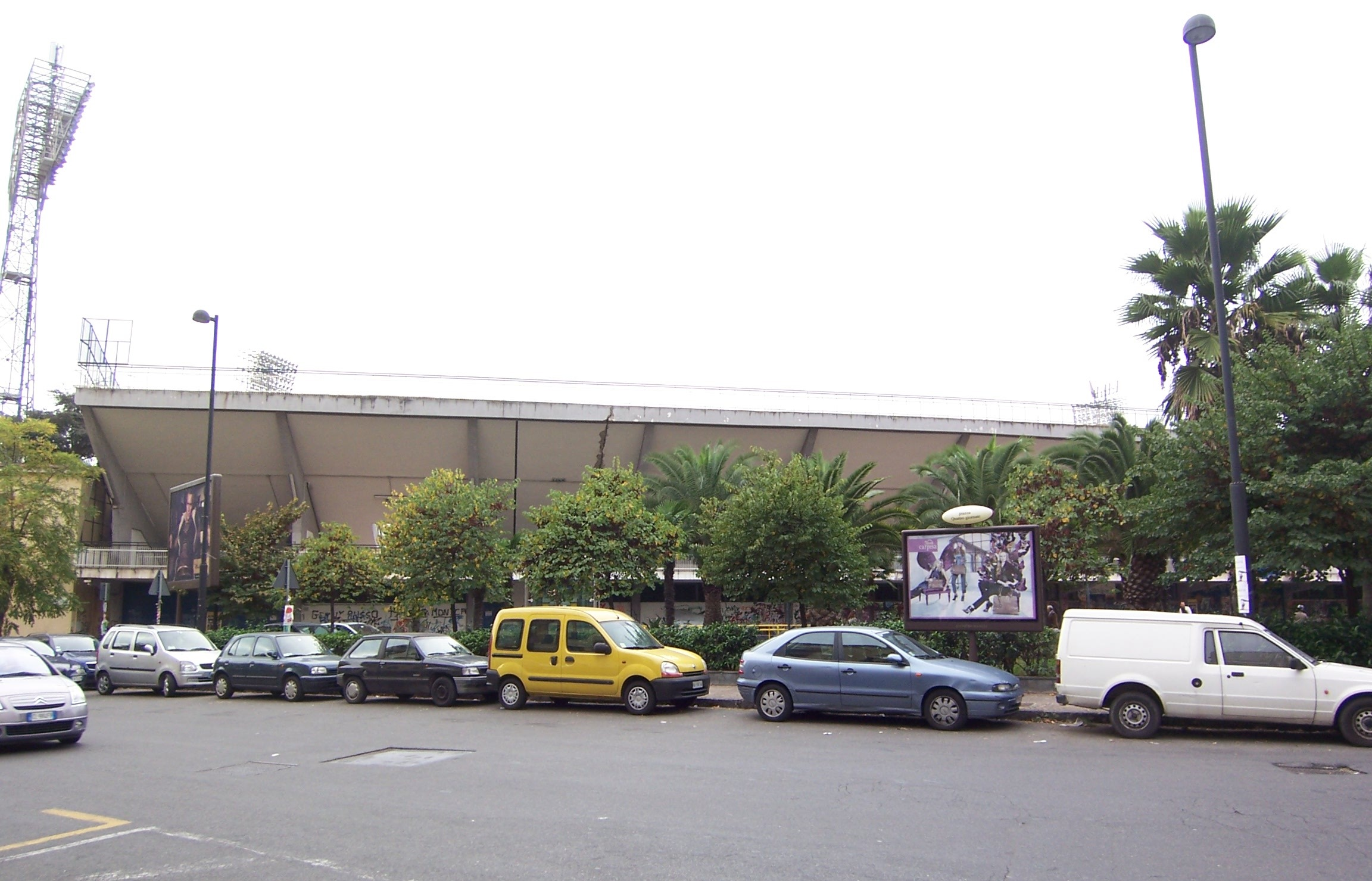
Stadio Collana, Napoli

| Pos. | Stadio                 | Città                    | Inaugurazione | Capienza | Capienza Omologata |
| ---- | ---------------------- | ------------------------ | ------------- | -------- | ------------------ |
| 1º   | Diego Armando Maradona | Napoli                   | 1959          | 54.726   | 54.726             |
| 2º   | Arechi                 | Salerno                  | 1990          | 37.000   | 29.739             |
| 3º   | Partenio Lombardi      | Avellino                 | 1971          | 26.542   | 9.130              |
| 4º   | Ciro Vigorito          | Benevento                | 1979          | 25.000   | 14.461             |
| 5º   | San Francesco d'Assisi | Nocera Inferiore         | 1914          | 15.000   | 9.068              |
| 6º   | José Guimarães Dirceu  | Eboli                    | 2001          | 15.000   | 7.500              |
| 7º   | Alberto Pinto          | Caserta                  | 1936          | 12.000   | 5.300              |
| 8º   | Arturo Collana         | Napoli                   | 1925          | 12.000   | 7.500              |
| 9º   | Alfredo Giraud         | Torre Annunziata         | 1962          | 10.750   | 4.800              |
| 10º  | Romeo Menti            | Castellammare di Stabia  | 1985          | 10.200   | 7.114              |
| 11º  | Alberto De Cristofaro  | Giugliano in Campania    | 2000          | 10.000   | 3.000              |
| 12º  | Luigi Pastena          | Battipaglia              | 1989          | 10.000   | 4.000              |
| 13º  | Donato Vestuti         | Salerno                  | 1932          | 9.000    | 7.500              |
| 14º  | San Ciro               | Portici                  | 1986          | 7.580    | 7.580              |
| 15º  | Simonetta Lamberti     | Cava de' Tirreni         | 1969          | 7.000    | 4.844              |
| 16º  | Luigi Moccia           | Afragola                 | 1906          | 7.000    | 7.000              |
| 17º  | Domenico Conte         | Pozzuoli                 | 1906          | 7.000    | 5.000              |
| 18º  | Marcello Torre         | Pagani                   | 1975          | 5.893    | 5.093              |
| 19º  | Amerigo Liguori        | Torre del Greco          | 1952          | 5.300    | 3.360              |
| 20º  | Pasquale Ianniello     | Frattamaggiore           | 1940          | 5.000    | 2.000              |
| 21º  | Enzo Mazzella          | Ischia                   | 1988          | 5.000    | 5.000              |
| 22º  | Progreditur            | Marcianise               | 1931          | 4.550    | 3.000              |
| 23º  | Caduti Di Brema        | Napoli                   | 1965          | 4.000    | 4.000              |
| 24º  | Sabatino De Rosa       | Arzano                   | 2009          | 4.000    | 4.000              |
| 25º  | Pasquale Novi          | Angri                    | 1970          | 4.000    | 4.000              |
| 26º  | Pacevecchia            | Benevento                | 1982          | 4.000    | 4.000              |
| 27º  | Italia                 | Sorrento                 | 1950          | 3.600    | 3.600              |
| 28º  | Augusto Bisceglia      | Aversa                   | 1965          | 3.042    | 3.042              |
| 29º  | Velodromo Albricci     | Napoli                   | 1923          | 3.000    | 3.000              |
| 30º  | Salvatore Nuvoletta    | Marano di Napoli         | 2004          | 3.000    | 3.000              |
| 31º  | San Michele            | Gragnano                 |               | 3.000    | 3.000              |
| 32º  | 28 settembre 1943      | Scafati                  | 1967          | 2.605    | 2.500              |
| 33º  | Alberto Vallefuoco     | Mugnano di Napoli        | 2006          | 2.500    | 2.500              |
| 34º  | Mario Piccirillo       | Santa Maria Capua Vetere | 1927          | 2.000    | 2.000              |

### Palazzetti, ippodromi ed altri impianti

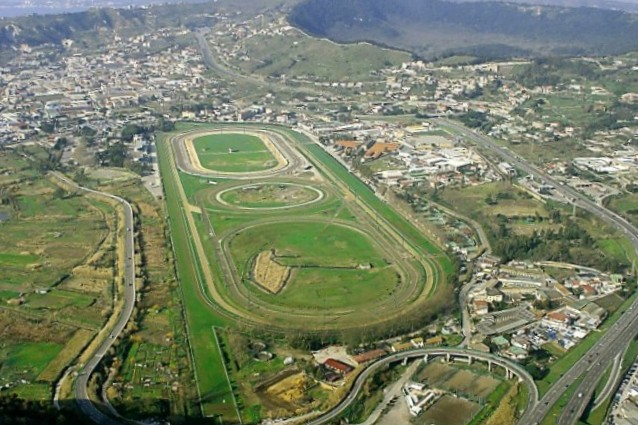
Ippodromo di Agnano, Napoli

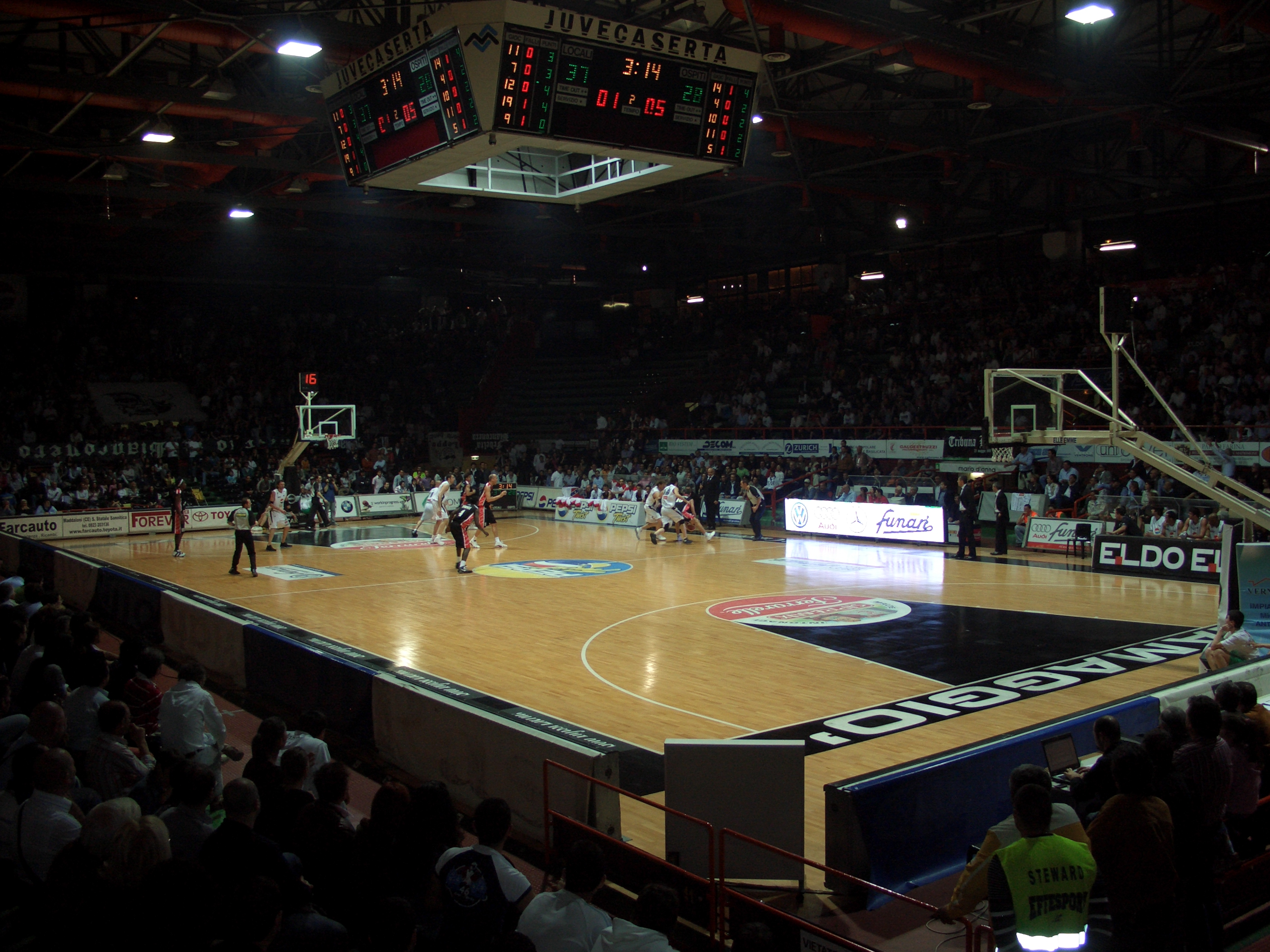
Palasport PalaMaggiò, Castel Morrone (Caserta)

| Pos. | Struttura                   | Città                 | Inaugurazione | Capienza Massima | Discipline                                   |
| ---- | --------------------------- | --------------------- | ------------- | ---------------- | -------------------------------------------- |
| 1º   | Ippodromo di Agnano         | Napoli                | 1935          | 30.000           | Equitazione                                  |
| 2º   | Ippodromo Cirigliano        | Aversa                | anni '50      | 15.000           | Equitazione                                  |
| 3º   | PalaSele                    | Eboli                 | 2001          | 8.000            | Pallacanestro, Pallavolo, Hockey, Calcio a 5 |
| 4º   | PalaMaggiò                  | Castel Morrone        | 1982          | 7.047            | Pallacanestro                                |
| 5º   | PalaBarbuto                 | Napoli                | 2003          | 5.500            | Pallacanestro, Pallavolo, Boxe               |
| 6º   | PalaDelMauro                | Avellino              | 2008          | 5.195            | Pallacanestro, Pallavolo, Calcio a 5         |
| 7º   | PalaCasoria                 | Casoria               |               | 5.000            | Pallacanestro, Pallavolo                     |
| 8º   | Piscina Scandone            | Napoli                | 1963          | 4.500            | Pallanuoto, Nuoto                            |
| 9º   | PalaTedeschi                | Benevento             | 1988          | 4.000            | Calcio a 5, Pallacanestro, Pallavolo         |
| 10º  | PalaVesuvio                 | Napoli                | 1990          | 3.711            | Pallacanestro, Pallavolo, Arti marziali      |
| 11º  | PalaMangano                 | Scafati               | 2001          | 3.700            | Pallacanestro, Pallavolo                     |
| 12º  | Stadio Del Nuoto            | Caserta               | 1988          | 3.000            | Pallanuoto, Nuoto                            |
| 13º  | PalaTrincone                | Pozzuoli              |               | 2.600            | Pallacanestro, Nuoto, Tennistavolo           |
| 14º  | Palazzetto dello Sport      | Caserta               | 1969          | 2.100            | Pallacanestro, Pallavolo                     |
| 15º  | PalaJacazzi                 | Aversa                | 1997          | 2.000            | Pallacanestro, Pallavolo, Calcio a 5         |
| 16º  | Palazzurro                  | Pagani                |               | 2.000            | Calcio a 5, Pallacanestro, Pallavolo         |
| 17º  | Stadio ex NATO              | Napoli                | 1954          | 2.000            | Rugby                                        |
| 18º  | Palazzetto Morlando-De Rosa | Giugliano in Campania | 2019          | 1.500            | Pallacanestro, Pallavolo, Arti marziali      |
| 19º  | PalaCoscioni                | Nocera Inferiore      | 2014          | 1.500            | Pallacanestro, Pallavolo, Calcio a 5         |
| 20º  | PalaTulimieri               | Salerno               |               | 700              | Hockey su pista, Pallamano                   |
| 21º  | PalaPalumbo                 | Salerno               |               | 500              | Pallamano                                    |

### Impianti per sport invernali
| Pos. | Pista    | Località | quota partenza  | quota arrivo    | Categorie |
| ---- | -------- | -------- | --------------- | --------------- | --------- |
| 1º   | Aquile   | Laceno   | 1645/1510 m slm | 1385 m slm      | SL,GS     |
| 2º   | Amatucci | Laceno   | 1650/1600 m slm | 1510 m slm      | SL, GS    |
| 3º   | Forra    | Laceno   | 1510 m slm      | 1305 m slm      | GS        |
| 4º   | Lupi     | Laceno   | 1645/1650 m slm | 1520/1400 m slm | SL, GS    |

## Principali società sportive

### Arti marziali
- N.C.S. Sakai Battipaglia Judo

### Atletica
- A.S.D. Polisportiva Folgore Nocera
- CUS Napoli
- Associazione Polisportiva Partenope

#### Società scomparse
- CUS Benevento

### Baseball
- Caserta Baseball
- Salerno Baseball Club
- Napoli Baseball Club - Serie C2

### Beach Soccer
- Napoli  - Serie A

### Calcio

#### Calcio a 11 maschile
Classifica delle società campane attive e con almeno una presenza tra i professionisti (o almeno una presenza in quarto livello) o con almeno 10 partecipazioni alla Serie D o con una vittoria in competizioni nazionali.

Il Napoli campione d'Italia 1986-1987.

Il Napoli campione d'Italia 1989-1990.

La Salernitana vincitrice del campionato di Serie B 1997-1998.

L'Avellino 8º classificato nel campionato di Serie A 1986-1987.

Il Savoia vice campione d'Italia nel campionato 1923-1924.

La Casertana vincitrice del campionato di Serie C1 1990-1991.

La Nocerina vincitrice del campionato di Serie C 1977-1978.

La Cavese 3ª nel girone di andata e poi 6ª classificata nel campionato di Serie B 1982-1983.

La Juve Stabia vincitrice del campionato di Serie C 1950-1951.

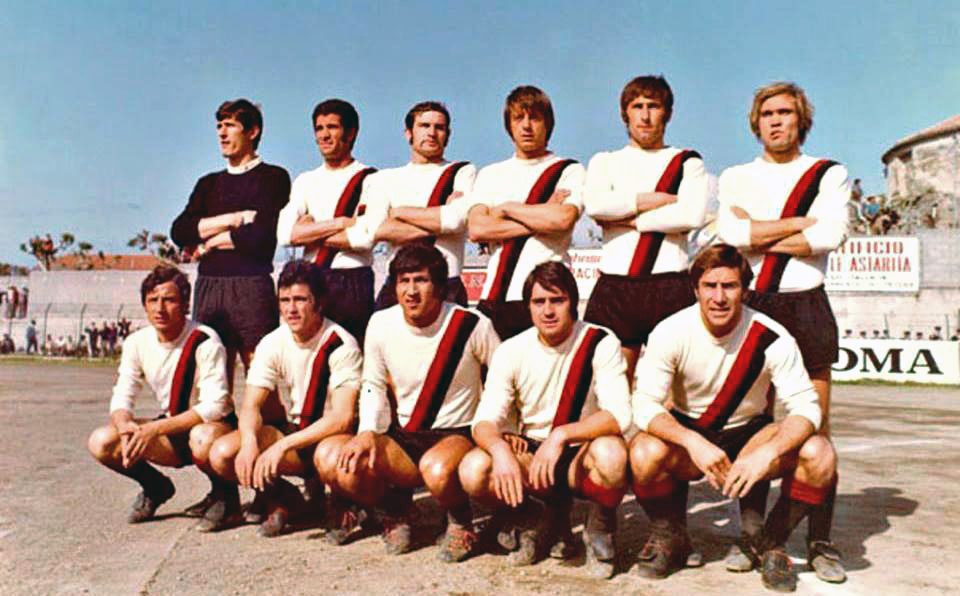
Il Sorrento vincitore del campionato di Serie C 1970-1971.

| Pos. | Società               | I livello | II livello | III livello | IV livello | Totale | Stagione 2025-2026 |
| ---- | --------------------- | --------- | ---------- | ----------- | ---------- | ------ | ------------------ |
| 1ª   | Napoli                | 84        | 12         | 2           | -          | 98     | Serie A            |
| 2ª   | Avellino              | 10        | 20         | 37          | 13         | 80     | Serie B            |
| 3ª   | Salernitana           | 5         | 32         | 58          | 1          | 96     | Serie C            |
| 4ª   | Savoia                | 5         | 4          | 25          | 25         | 59     | Serie D            |
| 5ª   | Benevento             | 2         | 5          | 41          | 24         | 72     | Serie C            |
| 6ª   | Puteolana             | 2         | 1          | 5           | 32         | 40     | Eccellenza         |
| 7ª   | Juve Stabia           | -         | 7          | 40          | 30         | 77     | Serie B            |
| 8ª   | Scafatese             | -         | 5          | 6           | 16         | 27     | Serie D            |
| 9ª   | Casertana             | -         | 3          | 41          | 19         | 63     | Serie C            |
| 10ª  | Nocerina              | -         | 3          | 29          | 34         | 66     | Serie D            |
| 11ª  | Cavese                | -         | 3          | 20          | 32         | 55     | Serie C            |
| 12ª  | Portici               | -         | 2          | 3           | 22         | 27     | Eccellenza         |
| 13ª  | Sorrento              | -         | 1          | 20          | 20         | 41     | Serie C            |
| 14ª  | Bagnolese             | -         | 1          | 16          | 10         | 27     | Seconda Categoria  |
| 15ª  | Nola                  | -         | 1          | 7           | 22         | 30     | Serie D            |
| 16ª  | Turris                | -         | -          | 20          | 34         | 54     | Inattiva           |
| 17ª  | Paganese              | -         | -          | 20          | 25         | 45     | Serie D            |
| 18ª  | Ischia                | -         | -          | 12          | 23         | 35     | Serie D            |
| 19ª  | Battipagliese         | -         | -          | 7           | 16         | 23     | Eccellenza         |
| 20ª  | Angri                 | -         | -          | 5           | 14         | 19     | Eccellenza         |
| 21ª  | Campania              | -         | -          | 5           | 1          | 6      | Inattivo           |
| 22ª  | Gladiator             | -         | -          | 4           | 22         | 26     | Eccellenza         |
| 23ª  | Giugliano             | -         | -          | 4           | 16         | 20     | Serie C            |
| 24ª  | Internapoli           | -         | -          | 4           | 5          | 9      | Inattivo           |
| 25ª  | Ercolanese            | -         | -          | 3           | 13         | 16     | Eccellenza         |
| 26ª  | Frattese              | -         | -          | 3           | 12         | 15     | Eccellenza         |
| 27ª  | Pomigliano            | -         | -          | 2           | 14         | 16     | Eccellenza         |
| 28ª  | Afragolese            | -         | -          | 2           | 11         | 13     | Serie D            |
| 29ª  | Gragnano              | -         | -          | 2           | 5          | 7      | Promozione         |
| 30ª  | Real Normanna         | -         | -          | 1           | 12         | 13     | Serie D            |
| 31ª  | Gelbison              | -         | -          | 1           | 11         | 12     | Serie D            |
| 32ª  | Palmese               | -         | -          | -           | 20         | 20     | Serie D            |
| 33ª  | Sessana               | -         | -          | -           | 10         | 10     | Eccellenza         |
| 34ª  | Sarnese               | -         | -          | -           | 9          | 9      | Serie D            |
| 35ª  | Terzigno              | -         | -          | -           | 8          | 8      | Promozione         |
| 36ª  | Acerrana              | -         | -          | -           | 6          | 6      | Serie D            |
| 37ª  | Grumese               | -         | -          | -           | 5          | 5      | Prima Categoria    |
| 38ª  | Arzanese              | -         | -          | -           | 4          | 4      | Inattivo           |
| 38ª  | Agropoli              | -         | -          | -           | 4          | 4      | Promozione         |
| 38ª  | Albanova              | -         | -          | -           | 4          | 4      | Eccellenza         |
| 38ª  | Santa Maria Cilento   | -         | -          | -           | 4          | 4      | Eccellenza         |
| 38ª  | Matese                | -         | -          | -           | 4          | 4      | Eccellenza         |
| 43ª  | Ariano                | -         | -          | -           | 3          | 3      | Promozione         |
| 43ª  | Maddalonese           | -         | -          | -           | 3          | 3      | Inattivo           |
| 43ª  | Sant'Anastasia        | -         | -          | -           | 3          | 3      | Eccellenza         |
| 43ª  | Neapolis              | -         | -          | -           | 3          | 3      | Inattivo           |
| 43ª  | Pro Salerno           | -         | -          | -           | 3          | 3      | Seconda Categoria  |
| 43ª  | Atripalda             | -         | -          | -           | 3          | 3      | Terza Categoria    |
| 49ª  | Ebolitana             | -         | -          | -           | 2          | 2      | Eccellenza         |
| 49ª  | Casoria               | -         | -          | -           | 2          | 2      | Promozione         |
| 49ª  | Mariglianese          | -         | -          | -           | 2          | 2      | Prima Categoria    |
| 49ª  | Pompei                | -         | -          | -           | 2          | 2      | Serie D            |
| 49ª  | Torrecuso             | -         | -          | -           | 2          | 2      | Inattivo           |
| 54ª  | Vico Equense          | -         | -          | -           | 1          | 1      | Inattivo           |
| 54ª  | Costa d'Amalfi        | -         | -          | -           | 1          | 1      | Eccellenza         |
| 54ª  | San Giorgio 1926      | -         | -          | -           | 1          | 1      | Promozione         |
| 54ª  | Aurora Alto Casertano | -         | -          | -           | 1          | 1      | Eccellenza         |
| 54ª  | Real Casalnuovo       | -         | -          | -           | 1          | 1      | Inattivo           |
| 54ª  | San Tommaso           | -         | -          | -           | 1          | 1      | Inattivo           |
| 54ª  | San Marzano           | -         | -          | -           | 1          | 1      | Inattivo           |
| 54ª  | Pompeiana             | -         | -          | -           | 1          | 1      | Promozione         |

Di seguito le squadre in classifica in base al livello di appartenenza nella stagione 2025-2026:
| Livello           | Società |
| ----------------- | --- |
| Serie A           | Napoli |
| Serie B           | Avellino; Juve Stabia; |
| Serie C           | Benevento; Casertana; Cavese; Giugliano; Salernitana; Sorrento; |
| Serie D           | Acerrana; Afragolese; Real Normanna; Gelbison; Ischia; Nocerina; Nola; Paganese; Palmese; Pompei; Sarnese; Savoia; Scafatese; |
| Eccellenza        | Albanova; Angri; Aurora Alto Casertano; Battipagliese; Boys Caivanese; Costa d'Amalfi; Ebolitana; Ercolanese; Frattese; Gladiator; Matese; Pomigliano; Portici; Puteolana; Santa Maria Cilento; Sant'Anastasia; Sant'Antonio Abate; Sessana; |
| Promozione        | Agropoli; Ariano; Casoria; Gragnano; Pompeiana; Sapri; Terzigno; Viribus Unitis; |
| Prima Categoria   | Grumese; Mariglianese; San Giorgio 1926; |
| Seconda Categoria | Bagnolese; Pro Salerno; |
| Terza Categoria   | Atripalda; |

##### Società scomparse
Elenco delle società di calcio attualmente non in attività ordinate dall'ultima apparizione più recente:
| Società               | Città                   | Fondazione | Scioglimento o fusione | Miglior categoria raggiunta                                       |
| --------------------- | ----------------------- | ---------- | --- | ----------------------------------------------------------------- |
| Turris                | Torre del Greco         | 1944       | Non iscritta per il 2025-2026. | Serie C 1946-1948 · 1971-1981 · 1994-1996 · 1997-1998 · 2020-2025 |
| Internapoli           | Napoli                  | 1909       | Non iscritta per il 2025-2026. | Serie C 1967-1971                                                 |
| Vico Equense          | Vico Equense            | 1958       | 2024 Dal 2024 non si è iscritta ad alcun campionato. | Lega Pro Seconda Divisione 2009-2010                              |
| Campania              | Napoli                  | 1975       | 2024 Nella sua storia si contano quattro periodi di inattività: 1986-1992; 1995-2012; 2015-2020; 2024-oggi. | Serie C1 1981-1986                                                |
| Arzanese              | Arzano                  | 1924       | 2022 Si scioglie nell'estate del 2022 trasferendo il titolo sportivo al Sant'Arpino. | Lega Pro Seconda Divisione 2011-2014                              |
| Neapolis              | Mugnano di Napoli       | 2008       | 2015 Dal termine della stagione 2014-2015 non si iscrive ad alcun campionato. | Lega Pro Seconda Divisione 2010-2012                              |
| Real Marcianise       | Marcianise              | 1985       | 2010 | Lega Pro Prima Divisione 2008-2010                                |
| Sangiuseppese         | San Giuseppe Vesuviano  | 1936       | 2008 Si scioglie formalmente nel 2008 (ma de facto già nel 2006) cedendo il titolo sportivo al Football Club Neapolis. | Serie C2 1990-1995 · 2007-2008                                    |
| Libertas Alfaterna    | Nocera Inferiore        | 1974       | 2000 Dal 1995 continuò con la sola attività giovanile, cessata poi con la dissoluzione del sodalizio nel 2000. Dal 2006 a Nocera è stata fondata una squadra omonima. | Eccellenza 1991-1995                                              |
| Valdiano 85           | San Rufo                | 1985       | 1990 | Serie C2 1986-1988                                                |
| Cirio                 | Napoli                  | 1935       | 1964 Si scioglie nel 1964 cedendo il titolo sportivo all'Internapoli Football Club. | Serie C 1947-1947 · 1958-1961                                     |
| Internaples           | Napoli                  | 1922       | 1954 Nasce nel 1922 dalla fusione di Naples Foot-Ball Club e l'Unione Sportiva Internazionale Napoli. Nel 1926 cambia denominazione in Associazione Calcio Napoli. Rifondato nel 1944, risale al 1954 l'ultima apparizione certa ma è incerto l'anno dello scioglimento. | Prima Divisione 1922-1926                                         |
| Stabia                | Castellammare di Stabia | 1933       | 1953 Dalla fondazione prende il posto della disciolta Stabiese. Quando si scioglie nel 1953 lascia il ruolo di primo club cittadino alla Società Sportiva Juventus Stabia.                                                                                               | Serie B 1951-1952                                                 |
| Stabia/Stabiese       | Castellammare di Stabia | 1907       | 1933 | Prima Divisione 1921-1924                                         |
| Campania FBC          | Salerno                 | 1923       | 1927 Nel 1927, a campionato ancora in corso e per volere del regime fascista, si unisce alla Salernitanaudax ed alla Libertas Salerno andandosi a fondere con la Salernitana.                                                                                            | Seconda Divisione 1926-1927                                       |
| Salernitanaudax       | Salerno                 | 1922       | 1927 Sorge nel 1922 dalla fusione tra Salernitana e Sporting Club Audax Salerno. Nel 1927, a campionato ancora in corso e per volere del regime fascista, si unisce con il Campania Foot-Ball Club e la Libertas Salerno andandosi a fondere con la Salernitana.         | Prima Divisione 1923-1925                                         |
| Naples                | Napoli                  | 1906       | 1926 Primo vero nucleo storico del Napoli, anche attraverso i colori. Nel 1922 si fonde con l'Unione Sportiva Internazionale Napoli dando vita all'Internaples. Rifondato nel 1925 si scioglie definitivamente nel 1926.                                                 | Prima Categoria 1912-1915 · 1919-1922                             |
| Audacia Napoli        | Napoli                  | 1908       | 1925 L'anno di scioglimento non è certo anche se la sua ultima apparizione certa risale al 1925. | Prima Categoria 1920-1921                                         |
| Pro Caserta           | Caserta                 | 1919       | 1923 Nel 1923 confluisce, al pari di altri piccoli sodalizi di Caserta, nell'Associazione Sportiva Ausonia dando vita all'Unione Sportiva Casertana. | Prima Categoria 1919-1920                                         |
| Internazionale Napoli | Napoli                  | 1911       | 1922 Nel 1921 assorbì parte della Pro Napoli e nel 1922 si fonde con il Naples Foot-Ball Club dando vita all'Internaples. | Prima Categoria 1912-1915 · 1919-1922                             |
| Pro Napoli            | Napoli                  | 1914       | 1926 Nel 1921 gran parte dei giocatori vengono assorbiti dall'Unione Sportiva Internazionale Napoli. | Prima Categoria 1919-1921                                         |
| Pro Italia            | Torre Annunziata        | 1913       | 1920 Nel 1920 si fonde con il Savoia dando vita all'Unione Sportiva Savoia. | Promozione 1919-1920                                              |
| Sportiva Napoli       | Napoli                  | 1907       | 1916 Si scioglie nel 1911. Rifondata nel 1914, risale al 1915 l'ultima apparizione. Incerta la data dello scioglimento ma sicuramente coincidente con lo scoppio della guerra mondiale.                                                                                  | Promozione 1914-1915                                              |
| Open Air              | Napoli                  | 1908       | 1911 | Terza Categoria 1907-1910                                         |

#### Calcio femminile
- Pomigliano - Serie A
- Napoli - Serie A
- Napoli Dream Team - Serie C
- S. Egidio - Serie C
- Vapa Virtus Napoli - Serie C
- U.S. Salernitana 1919 - Serie C
- Domina Neapolis
- Centro Ester
- Libertas Frattese

##### Società scomparse
- Giugliano
- Salernitana
- USF Salernitana
- Somma Vesuviana
- Monteforte Irpino
- Turris
- GSF Pompei
- C.U.S. Napoli

### Calcio a 5 (Futsal)

#### Calcio a 5 maschile

##### Serie A
- Napoli
- Feldi Eboli
- Sandro Abate
- Sala Consilina

##### Serie A2 Elite
- Benevento

##### Serie A2
- Junior Domitia

##### Serie B
- Amalfi Coast Sambuco
- Casagiove Futsal Club
- Mama Futsal San Marzano
- Parthenope Futsal
- Sorrento Futsal
- Virtus Libera Isola d'Ischia

##### Società scomparse
- Afragola
- Napoli Barrese
- Bellona
- Virtus Benevento
- Gragnano
- Marcianise
- Napoli Ma.Ma.
- Napoli
- Real San Giuseppe
- Scafati-Santa Maria
- Napoli Vesevo
- Vesevo
- Stabia

#### Calcio a 5 femminile

##### Serie B
- Irpinia
- Napoli
- Salernitana
- Lady Mondragone

### Canoa polo

#### Canoa polo maschile

##### Serie A
- Circolo Nautico Posillipo
- Canoa Club Napoli

##### Serie A1
- Circolo Canottieri Antonio Offredi A.S.D.

##### Serie B
- Canoa Kayak Club Maiori

#### Canoa polo femminile

##### Serie A
- Circolo Nautico Posillipo

### Canottaggio

La bandiera del Circolo Nautico Posillipo.

- Reale Yacht Club Canottieri Savoia
- Circolo Nautico Posillipo
- Circolo Canottieri Napoli
- Rari Nantes Napoli
- Circolo del Remo e della Vela Italia
- S.C. Partenio
- Circolo Nautico Stabia
- C.C. Olimpica Salerno
- C.R.V. Italia
- Circolo ILVA Bagnoli
- C.N. Presenzano
- Isola Procida

### Cricket
- Kent Lanka Cricket Club Napoli
- Scorpion Napoli Cricket Club
- Saint Anthony's
- New Sant'Antonio Cricket Napoli

### Football americano
- Briganti Napoli - Terza Divisione
- Eagles Salerno - Terza Divisione
- Owls Maddaloni

#### Società scomparse
- Seagulls Salerno
- Oaks Napoli

### Hockey

#### Hockey in-line
- ASD Braccobaldo Hockey Napoli
- Blue Tigers
- Salerno Sharks

#### Hockey su pista

##### Maschile
- Roller Salerno - Serie B
- CRESH Eboli - Serie B
- Salernitana
- Hockey Club Salerno

##### Femminile
- Hockey Club Salerno
- Roller Club Salerno
- CRESH Eboli

#### Hockey su prato
- Napoli

### Nuoto
- ASD Il Gabbiano Napoli
- CN Posillipo
- Circolo Canottieri Napoli
- Sintesi SSD
- Acquachiara
- ASD Nuotatori Campani
- Sporting Club Flegreo

### Pallacanestro

#### Pallacanestro maschile

La Juvecaserta campione d'Italia nella stagione 1990-1991.

##### Serie A
- Napoli Basket

##### Serie A2
- Scafati Basket
- Avellino Basket

##### Serie B Nazionale

La Partenope vincitrice della Coppa delle Coppe 1969-1970.

- PSA
- Juvecaserta
- Power Nocera[15][16]

##### Serie B Interregionale
- Scandone Avellino

##### Serie D
- Folgore Nocera

#### Società scomparse
- Partenope
- Società Sportiva Basket Napoli
- Napoli Basket
- Napoli Basketball
- Pall. Napoli
- Basket Agropoli
- Gragnano Basket
- Sant’Antimo

#### Serie A1
- Pall. Pozzuoli
- PB63 Battipaglia
- Dike Napoli

#### Serie A2
- Napoli Basket Vomero
- Virtus Basket Ariano
- Salerno Basket 92

#### Serie B
- Nuova Fiamma Stabia

#### Società scomparse
- GUF Napoli  [17]
- Kalati Basket Napoli
- Pantere Basket Maddaloni
- Nuova Partenio Avellino

### Pallavolo

#### Pallavolo maschile

##### Serie A2
- Virtus Aversa

##### Serie A3
- Team Napoli

##### Serie B
- Casoria
- Elisa Pomigliano
- Rione Terra
- Afragola
- Marigliano

##### Serie C
- Folgore Massa
- GIS Ottaviano
- Cimitile
- Ischia
- Marcianise
- Indomita Salerno
- Volley Casandrino
- CUS Napoli
- Volley Ball Club Battipaglia

##### Società scomparse
- Atripalda
- Pallavolo Avellino
- Napoli Volley
- Aversa
- Zip Jeans San Giuseppe Vesuviano
- Com Cavi Multimedia Sparanise

#### Pallavolo femminile

Il Centro Ester vincitore della Coppa CEV 1998-1999.

- VolAlto Caserta - Serie A1
- Due Principati - Serie A2
- Arzano - Serie B1
- Libertas Aversa - Serie B1
- Rota - Serie B1
- Accademia Benevento - Serie B2
- Pontecagnano Faiano - Serie C
- Centro Ester
- Antares

### Pallamano

#### Pallamano maschile

Cierre Scafati campione d'Italia 1983-1984.

- Lanzara - Serie A Silver
- Benevento - Serie B
- Genea Lanzara B - Serie B
- ASD Capua Pallamano - Serie B
- Sannio HC - Serie B
- Scafati
- Olimpia La Salle

#### Pallamano femminile
- PDO Salerno [18] - Serie A1

#### Società scomparse
- Handball Salerno

### Pallanuoto

#### Pallanuoto maschile

Posillipo campione d'Italia 1995-1996.

Canottieri Napoli campione d'Europa 1978.

##### Serie A1
- Posillipo
- Canottieri Napoli
- Salerno

##### Serie A2
- Acquachiara
- Ischia
- Napoli Lions

##### Serie B
- Arechi
- CN Salerno
- Cesport Italia
- Nuoto 2000 Napoli

#### Serie C
- Rari Nantes Napoli

#### Pallanuoto femminile

##### Serie A2
- Volturno
- Acquachiara
- Sporting Club Flegreo

##### Serie C
- Posillipo

### Pesca sportiva
- SPS Arechi Salerno

### Pugilato
- Excelsior Boxe Marcianise

### Rugby

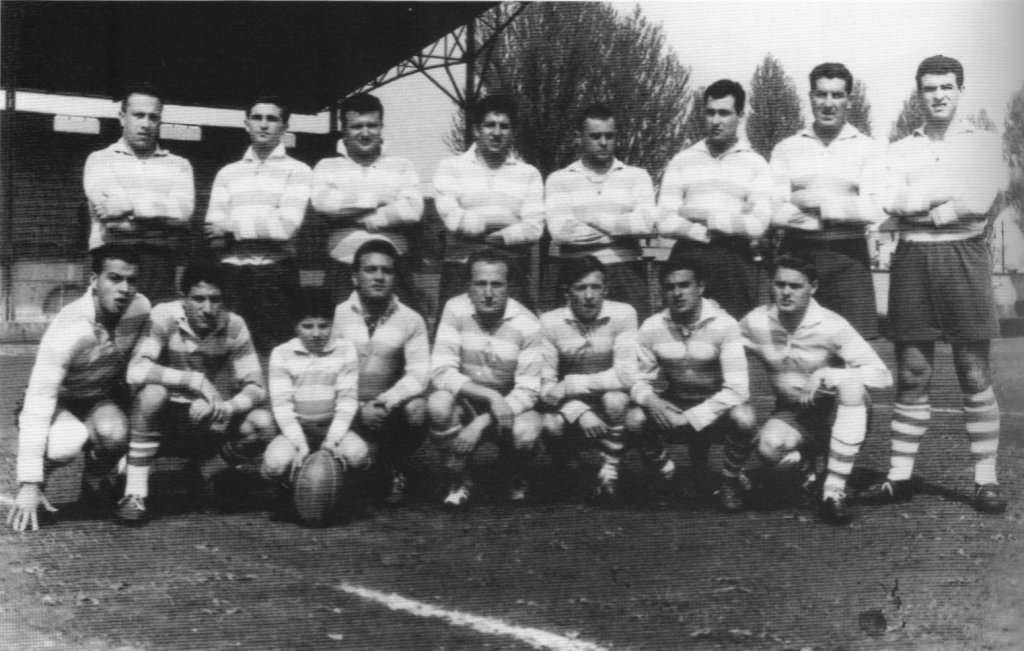
Formazione della Partenope Rugby del 1965.

#### Rugby maschile
- Napoli Afragola - Serie A
- Benevento - Serie B
- Partenope   - Serie B
- Arechi - Serie C
- Amatori Torre del Greco - Serie C

#### Società scomparse
- Gladiatori Sanniti

#### Rugby femminile
- Rugby Benevento - Serie A1 Girone 2

### Scherma
- Accademia nazionale di scherma

### Softball
- Caserta Softball     - Serie A1

### Tennis
- Tennis Club Napoli
- Tennis Club Vomero

### Tennistavolo

#### Società scomparse
- Libertas Alfaterna

### Tiro a segno
- Tiro a segno nazionale sezione di Avellino
- Tiro a segno nazionale sezione di Benevento
- Tiro a segno nazionale sezione di Caserta
- Tiro a segno nazionale sezione di Castellabate
- Tiro a segno nazionale sezione di Castellammare di Stabia
- Tiro a segno nazionale sezione di Cava de' Tirreni
- Tiro a segno nazionale sezione di Eboli
- Tiro a segno nazionale sezione di Napoli

### Triathlon
- Accademia del Triathlon
- All Stars Napoli
- Aurora Triathlon
- Cilento Run
- Circolo Canottieri Irno
- Canottieri Napoli
- Circolo Nautico Posillipo
- CUS Caserta
- Emmevi
- Ermes Campania
- Hyppo Kampos Triathlon
- Il Gabbiano Napoli
- Kronos Triathlon Team
- Marekiaro Triathlon

### Vela
- Canottieri Savoia
- Circolo del Remo e della Vela Italia
- Circolo Canottieri Napoli
- Circolo Nautico Posillipo
- Canottieri Stabiesi
- Rari Nantes Napoli
- Mascalzone Latino

## Manifestazioni sportive

### Atletica
- Campionato podistico meridionale - Napoli 1904
- Campionati italiani maschili assoluti di atletica leggera - Napoli 1926
- Maratona di Spaccanapoli
- Maratona Coast to Coast
- Maratona di Napoli

### Calcio
- Derby calcistici in Campania
- Derby Casertana-Salernitana
- Derby Napoli-Salernitana
- Derby Juve Stabia-Salernitana
- Trofeo Birra Moretti[19]
- Campionato campano 1945
- Coppa della Liberazione

### Ginnastica artistica
- Campionati italiani assoluti di ginnastica artistica - Napoli 2020
- Campionati italiani assoluti di ginnastica artistica - Napoli 2021
- Campionati italiani assoluti di ginnastica artistica - Napoli 2022

### Nuoto
- Maratona del Golfo Capri Napoli

### Pallacanestro

#### Pallacanestro maschile
- Coppa Italia di pallacanestro maschile - Avellino 2010

#### Pallacanestro femminile

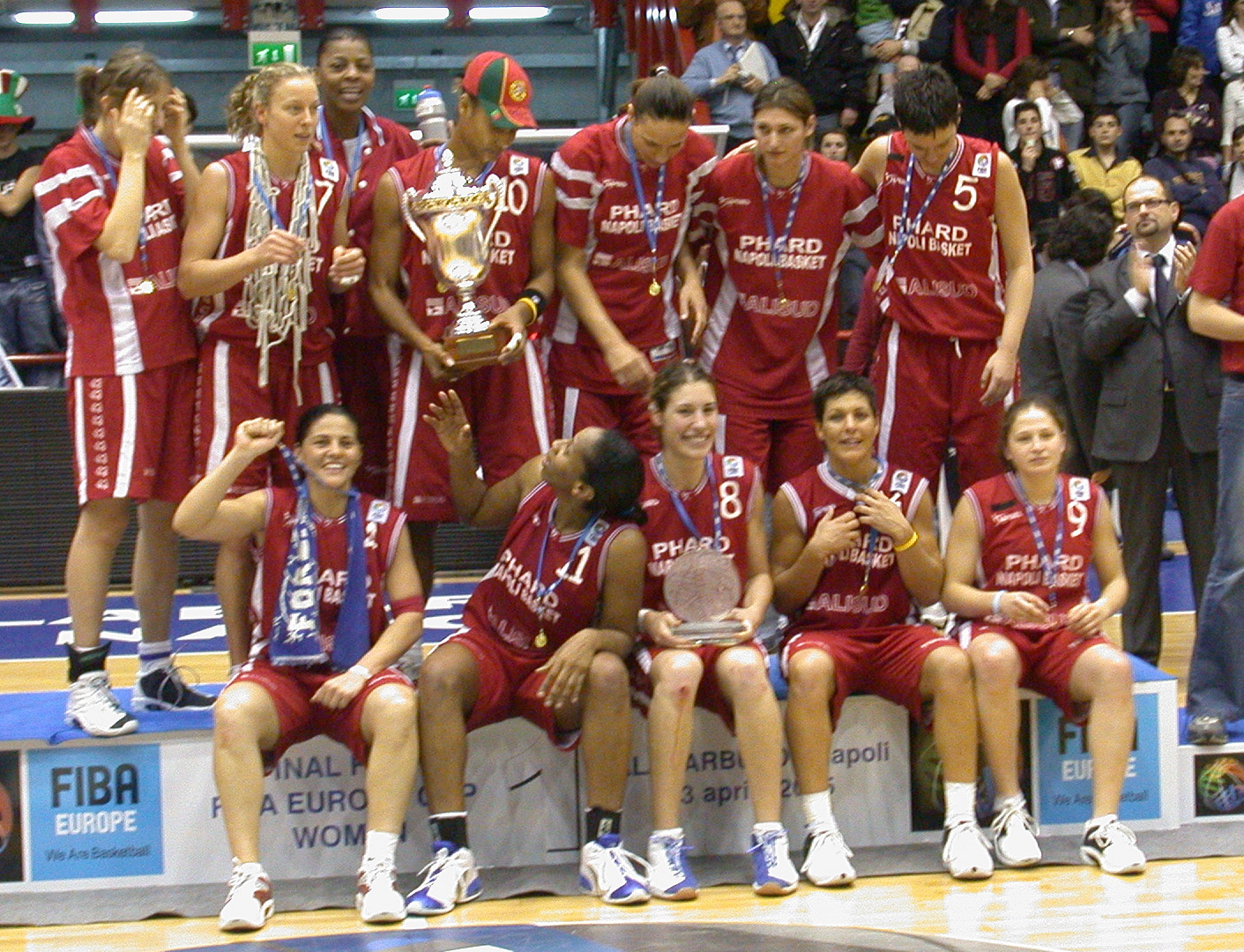
La Napoli Basket Vomero vincitrice dell'Eurocoppa 2005.

- Coppa Italia di pallacanestro femminile - Napoli 2004

### Pallamano
- Vulcani Beach Handball[20]

### Pallanuoto
- Coppa Italia di pallanuoto maschile 2024-2025 - Napoli 2025

### Pallavolo
- Supercoppa italiana di pallavolo maschile - Napoli 1997
- Supercoppa italiana di pallavolo maschile Serie A3 - Napoli 2025

### Scacchi
- Campionato italiano assoluto di scacchi - Salerno 2018

### Scherma
- Campionati italiani assoluti di scherma - Napoli 1930
- Campionati italiani assoluti di scherma - Salerno 1978
- Campionati italiani assoluti di scherma - Napoli 1980
- Campionati italiani assoluti di scherma - Napoli 2007
- Campionati italiani assoluti di scherma - Napoli 2021

### Taekwondo
- Campionati italiani di taekwondo - Napoli 2008
- Campionati italiani di taekwondo - Pozzuoli 2014
- Campionati italiani di taekwondo - Casoria 2019

### Triathlon
- Campionati italiani di aquathlon - Napoli 2007
- Campionati italiani di aquathlon - Napoli 2013
- Campionati italiani di triathlon - Sapri 2013
- Campionati italiani di aquathlon - Napoli 2014
- Campionati italiani di triathlon - Sapri 2014
- Campionati italiani di aquathlon - Napoli 2015
- Campionati italiani di aquathlon - Forio d'Ischia 2018

### Vela
- Regata delle Antiche Repubbliche Marinare[21]

## Eventi internazionali

### Giochi Isolimpici
- Giochi Isolimpici - Napoli 2 d.C.

### Giochi del Mediterraneo

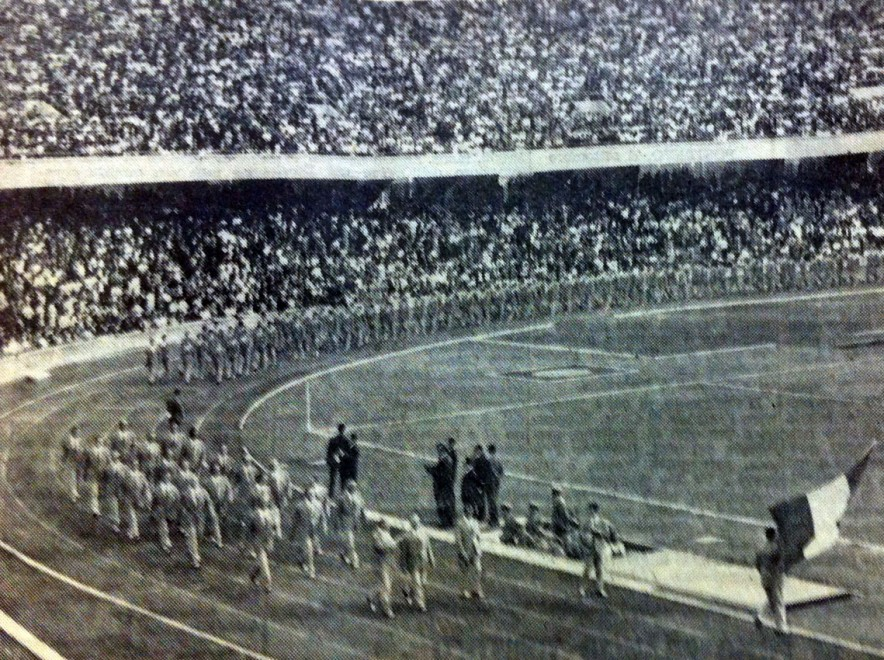
Cerimonia d'apertura Giochi del Mediterraneo 1963 allo Stadio San Paolo di Napoli.

- IV Giochi del Mediterraneo - Napoli 1963

### Universiade

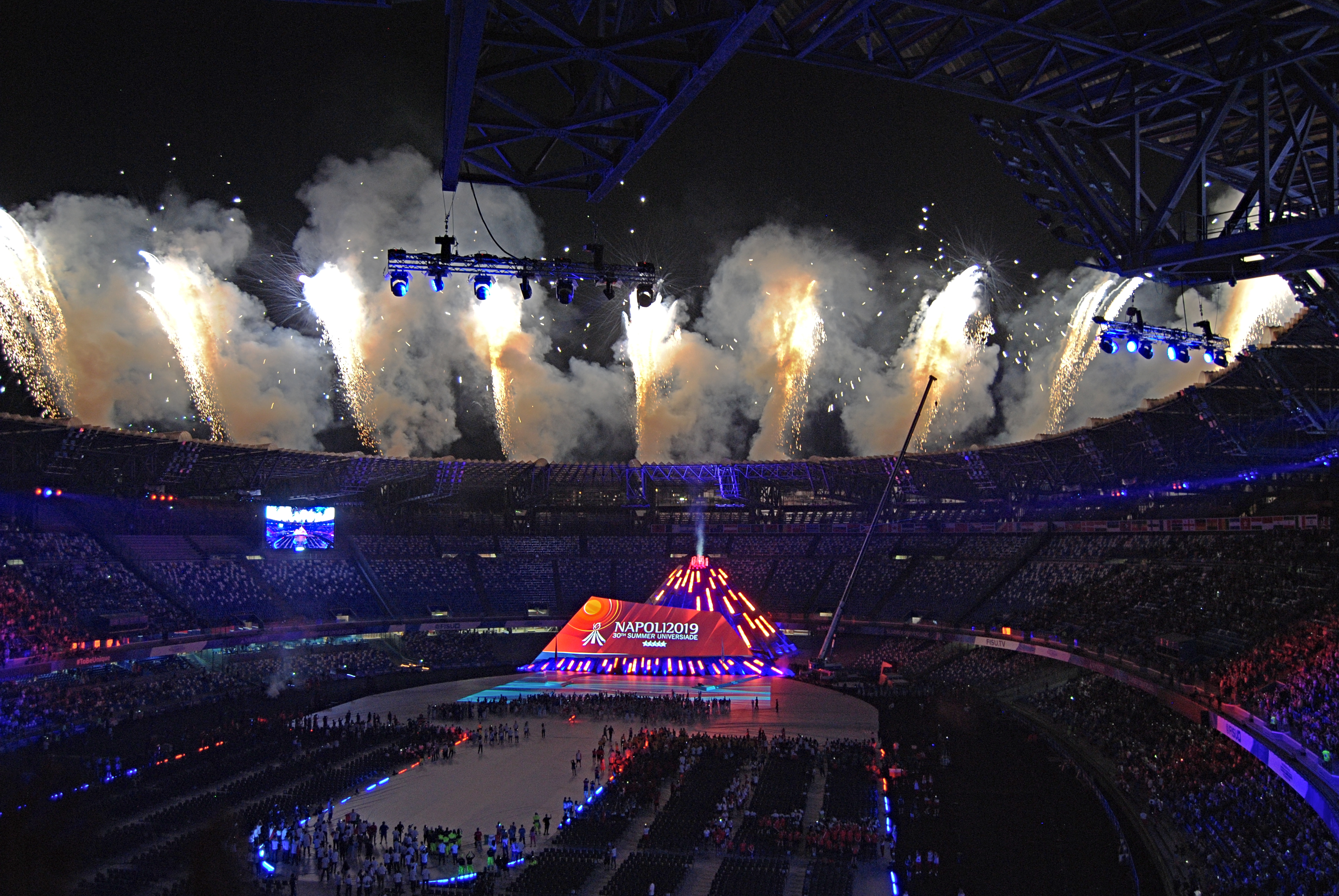
XXX Universiade, cerimonia di apertura del 3 luglio 2019 allo stadio San Paolo.

- XXX Universiade - Napoli 2019

### Automobilismo
- Gran Premio di Napoli

Alberto Ascari vincitore del Gran Premio di Napoli del 1955. Ripreso al momento della partenza a Posillipo con la Lancia numero 6.

- Coppa Principessa di Piemonte 1933
- Coppa Principessa di Piemonte 1934
- Coppa Principessa di Piemonte 1937
- Gran Premio di Napoli 1955
- Circuito automobilistico di Salerno

### Calcio a 5 (Futsal)
- UEFA Futsal Championship - Aversa/Caserta 2003

### Ciclismo
- Giro di Campania
- Gran Premio del Mediterraneo 1952
- Roma-Napoli-Roma
- Tirreno-Adriatico - Forio 1984
- Tirreno-Adriatico - Bacoli 1988
- Tirreno-Adriatico - Bacoli 1989
- Tirreno-Adriatico - Bacoli 1990
- Tirreno-Adriatico - Pompei 1991

Learco Guerra, la locomotiva umana. Vincitore per tre volte del Giro di Campania tra il 1932 ed il 1935.

- Tirreno-Adriatico - San Giuseppe Vesuviano 1995
- Tirreno-Adriatico - Sorrento 1997
- Tirreno-Adriatico - Sorrento 1998
- Tirreno-Adriatico - Sorrento 1999
- Tirreno-Adriatico - Sorrento 2000
- Tirreno-Adriatico - Sorrento 2001
- Tirreno-Adriatico - Massa Lubrense 2002
- Tirreno-Adriatico - Maddaloni 2004

### Equitazione

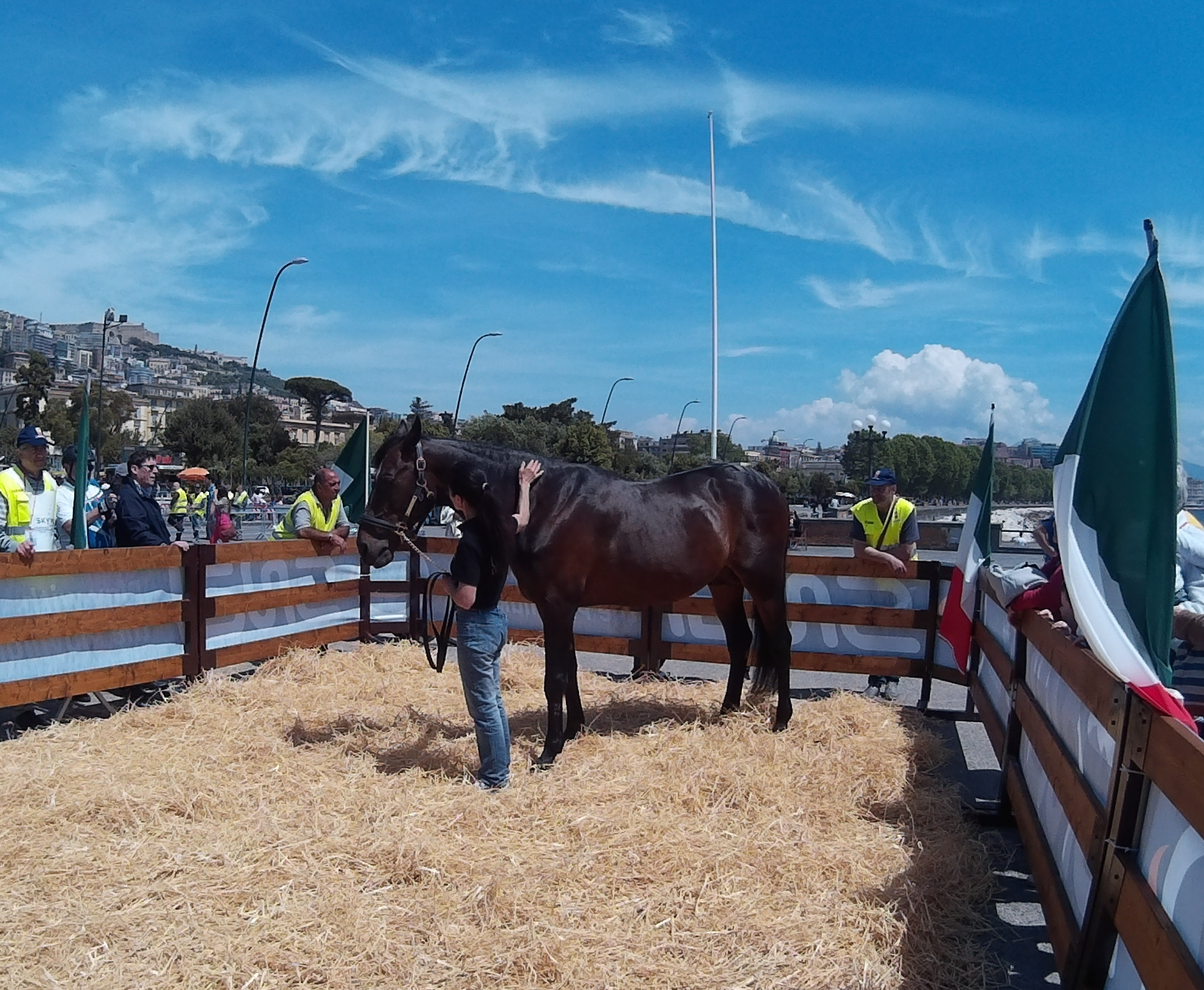
Varenne a Napoli nel 2016. Vincitore tre volte del Gran Premio Lotteria di Agnano nel 2000, 2001 e 2002.

- Gran Premio Lotteria di Agnano

### Nuoto
- Campionati mondiali giovanili di nuoto sincronizzato - Salerno 1991
- Campionati mondiali di nuoto in acque libere - Napoli 2006

### Pallacanestro

#### Pallacanestro femminile
- Campionato europeo femminile di pallacanestro Under-16 - Napoli 2009

#### Pallacanestro maschile
- Campionato europeo maschile di pallacanestro Under-18 - Napoli 1964

### Scherma
- Campionato internazionale di scherma - Napoli 1929
- Campionati europei cadetti di scherma - Napoli 2024
- Campionati europei juniores di scherma - Napoli 2024

### Tennis
- Internazionali Femminili di Tennis Città di Caserta
- Napoli Challenger 1981
- WCT Fall Finals - Napoli 1982
- Tennis Napoli Cup
- Tennislife Cup

### Vela
- Nauticsud

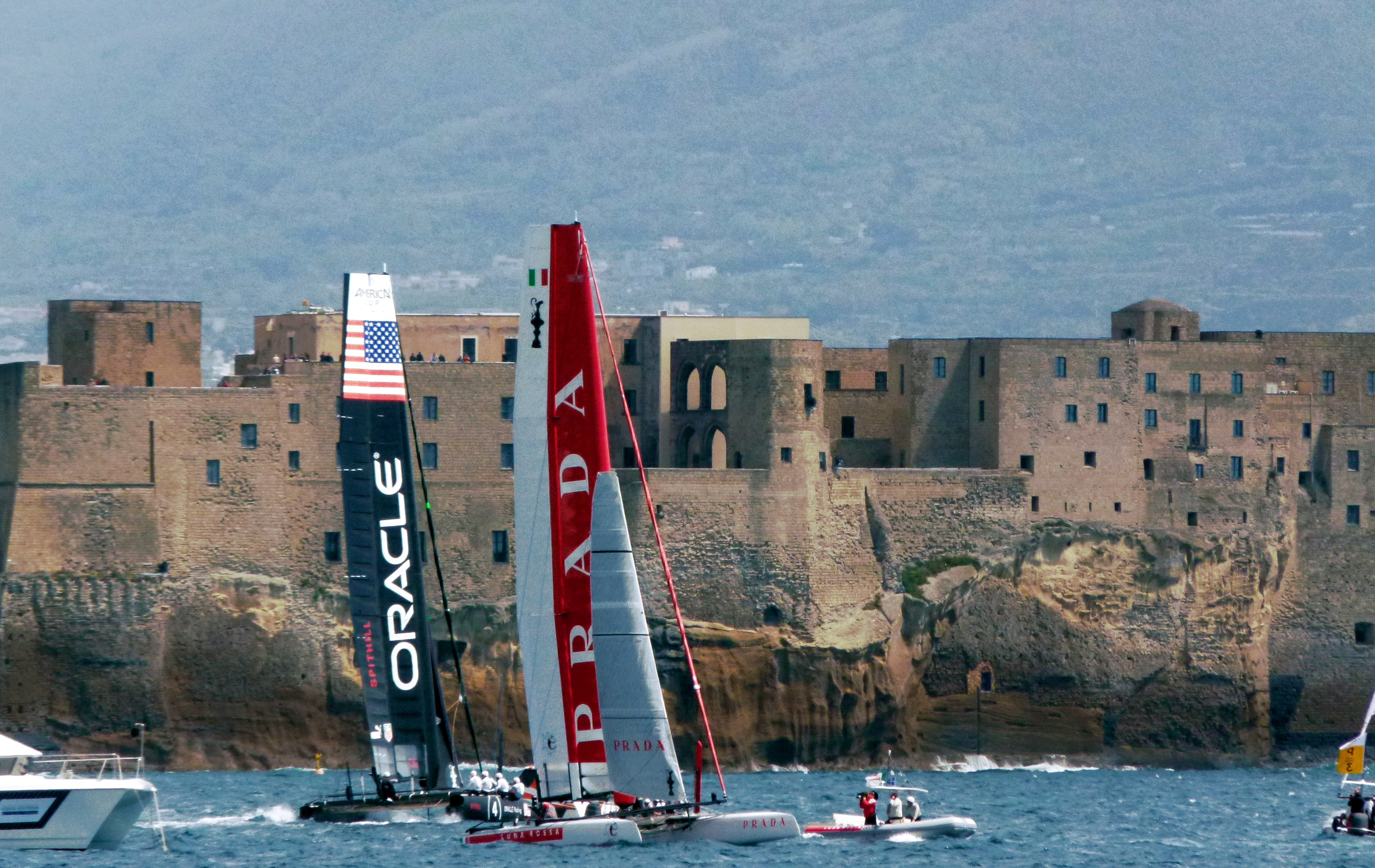
Oracle e Luna Rossa nel golfo di Napoli durante le Wold Series del 2012 dell'America's Cup

- America's Cup World Series 2011-2013

## Società centenarie della Campania
| Società sportive centenarie | Società sportive centenarie | Società sportive centenarie                                 | Società sportive centenarie | Società sportive centenarie |
| Fondazione                  | Anniversario al 2025        | Società                                                     | Sport                       | Città                       |
| --------------------------- | --------------------------- | ----------------------------------------------------------- | --------------------------- | --------------------------- |
| 1861                        | 164º                        | Accademia nazionale di scherma                              |                             | Napoli                      |
| 1862                        | 163º                        | Tiro a segno nazionale - Sezione di Napoli                  |                             | Napoli                      |
| 1866                        | 159º                        | A.P.D. Virtus Partenopea                                    |                             | Napoli                      |
| 1883                        | 142º                        | Tiro a segno nazionale - Sezione di Castellammare di Stabia |                             | Castellammare di Stabia     |
| 1884                        | 141º                        | Tiro a segno nazionale - Sezione di Avellino                |                             | Avellino                    |
| 1884                        | 141º                        | Tiro a segno nazionale - Sezione di Benevento               |                             | Benevento                   |
| 1889                        | 136º                        | Circolo del Remo e della Vela Italia                        | ·                           | Napoli                      |
| 1890                        | 135º                        | Tiro a segno nazionale - Sezione di Castellabate            |                             | Castellabate                |
| 1893                        | 132º                        | Reale Yacht Club Canottieri Savoia                          | ·                           | Napoli                      |
| 1900                        | 125º                        | Lega navale italiana - Sezione di Napoli                    | ·                           | Napoli                      |
| 1901                        | 124º                        | Club Nautico della Vela                                     | ·                           | Napoli                      |
| 1901                        | 124º                        | Tiro a segno nazionale - Sezione di Eboli                   |                             | Eboli                       |
| 1905                        | 120º                        | Rari Nantes Napoli                                          |                             | Napoli                      |
| 1905                        | 120º                        | Tennis Club Napoli                                          |                             | Napoli                      |
| 1906                        | 119º                        | Società Sportiva Portici                                    |                             | Portici                     |
| 1906                        | 119º                        | Automobile Club Napoli                                      | ·                           | Napoli                      |
| 1907                        | 118º                        | Tennis Club Vomero                                          |                             | Napoli                      |
| 1908                        | 117º                        | Boys Caivanese                                              |                             | Caivano                     |
| 1908                        | 117º                        | Savoia                                                      |                             | Torre Annunziata            |
| 1909                        | 116º                        | Circolo Ilva Bagnoli                                        | ·                           | Napoli                      |
| 1910                        | 115º                        | Nocerina                                                    |                             | Nocera Inferiore            |
| 1910                        | 115º                        | Circolo Canottieri Irno                                     | ·                           | Salerno                     |
| 1911                        | 114º                        | Aero Club Napoli                                            | ·                           | Napoli                      |
| 1912                        | 113º                        | Unione Sportiva Avellino                                    |                             | Avellino                    |
| 1914                        | 113º                        | Circolo Canottieri Napoli                                   | ·                           | Napoli                      |
| 1921                        | 104º                        | Circolo Nautico Stabia                                      | ·                           | Castellammare di Stabia     |
| 1922                        | 103º                        | Rari Nantes Nuoto Salerno                                   | ·                           | Salerno                     |
| 1925                        | 100º                        | Circolo Nautico Posillipo                                   | ·                           | Napoli                      |

## Tesserati federazioni sportive della Campania
| Tesserati in Campania nel 2024                                                  | Tesserati in Campania nel 2024                                                                           | Tesserati in Campania nel 2024 | Tesserati in Campania nel 2024 | Tesserati in Campania nel 2024 |
| Federazione                                                                     | Sport | Numero tesserati               | Numero società                 |                                |
| ------------------------------------------------------------------------------- | --- | ------------------------------ | ------------------------------ | ------------------------------ |
| FIGC - Federazione Italiana Giuoco Calcio                                       | Calcio · Calcio a 5 · Beach soccer                                                                       | 74.758                         | 1.111                          |                                |
| FIPAV - Federazione Italiana Pallavolo                                          | Pallavolo · Beach volley                                                                                 | 23.129                         | 228                            |                                |
| FIP - Federazione Italiana Pallacanestro                                        | Pallacanestro                                                                                            | 21.283                         | 232                            |                                |
| FITP - Federazione Italiana Tennis e Padel                                      | Tennis · Padel · Tennis da spiaggia                                                                      | 16.858                         | 246                            |                                |
| FIN - Federazione Italiana Nuoto                                                | Nuoto · Pallanuoto · Tuffi · Nuoto artistico                                                             | 12.586                         | 89                             |                                |
| FIDAL - Federazione Italiana di Atletica Leggera                                | Atletica leggera                                                                                         | 9.835                          | 142                            |                                |
| FGI - Federazione Ginnastica d'Italia                                           | Ginnastica artistica · Ginnastica ritmica · Ginnastica acrobatica · Trampolino elastico                  | 7.540                          | 118                            |                                |
| FIV - Federazione Italiana Vela                                                 | Vela | 7.253                          | 44                             |                                |
| FPI - Federazione Pugilistica Italiana                                          | Pugilato                                                                                                 | 7.130                          | 96                             |                                |
| UITS - Unione Italiana Tiro a Segno                                             | Tiro a segno                                                                                             | 5.690                          | 8                              |                                |
| FIDESM - Federazione Italiana Danza Sportiva e Sport Musicali                   | Danza sportiva · Cheerleading                                                                            | 5.048                          | 195                            |                                |
| FISE - Federazione Italiana Sport Equestri                                      | Equitazione                                                                                              | 4.916                          | 73                             |                                |
| FITA - Federazione Italiana Taekwondo                                           | Taekwondo                                                                                                | 4.832                          | 96                             |                                |
| FIPE - Federazione Italiana Pesistica                                           | Sollevamento pesi · Culturismo                                                                           | 4.677                          | 60                             |                                |
| FIJLKAM - Federazione Italiana Karate                                           | Karate                                                                                                   | 4.652                          | 103                            |                                |
| FIPSAS - Federazione Italiana Pesca Sportiva e Attività Subacquee               | Pesca sportiva · Subacquea                                                                               | 4.210                          | 154                            |                                |
| FIB - Federazione Italiana Bocce                                                | Bocce | 4.102                          | 78                             |                                |
| FISI - Federazione Italiana Sport Invernali                                     | Sci alpino · Snowboard · Freestyle · Sci nordico · Bob                                                   | 4.024                          | 27                             |                                |
| FIR - Federazione Italiana Rugby                                                | Rugby a 15 · Rugby a 7                                                                                   | 3.499                          | 34                             |                                |
| FIJLKAM - Federazione Italiana Judo                                             | Judo | 3.199                          | 74                             |                                |
| FISR - Federazione Italiana Sport Rotellistici                                  | Hockey su pista · Hockey in-line · Pattinaggio artistico a rotelle · Skateboarding · Pattinaggio corsa   | 2.882                          | 61                             |                                |
| FCI - Federazione Ciclistica Italiana                                           | Ciclismo · BMX · Mountain biking                                                                         | 2.484                          | 105                            |                                |
| FEDERKOMBAT - Federazione Italiana Kickboxing Muay thai Savate Shoot boxe Sambo | Kickboxing · Muay thai · Savate · Shoot boxing · Sambo                                                   | 1.922                          | 59                             |                                |
| FISBB - Federazione Italiana Sport Biliardo e Bowling                           | Biliardo · Bowling                                                                                       | 1.293                          | 56                             |                                |
| FITAV - Federazione Italiana Tiro a Volo                                        | Tiro a volo                                                                                              | 1.242                          | 21                             |                                |
| FSI - Federazione Scacchistica Italiana                                         | Scacchi                                                                                                  | 1.181                          | 20                             |                                |
| FIS - Federazione Italiana Scherma                                              | Scherma                                                                                                  | 1.065                          | 24                             |                                |
| FMI - Federazione Motociclistica Italiana                                       | Motociclismo · Motocross                                                                                 | 1.044                          | 83                             |                                |
| FICK - Federazione Italiana Canoa Kayak                                         | Canoa polo · Canoa slalom · Canoa canadese                                                               | 953                            | 23                             |                                |
| FITARCO - Federazione Italiana Tiro con l'arco                                  | Tiro con l'arco                                                                                          | 921                            | 24                             |                                |
| FIPT - Federazione Italiana Palla Tamburello                                    | Tamburello                                                                                               | 887                            | 4                              |                                |
| FIWUK - Federazione Italiana Wushu Kung Fu                                      | Arti marziali miste · Arti marziali cinesi                                                               | 855                            | 26                             |                                |
| FITET - Federazione Italiana Tennistavolo                                       | Tennistavolo                                                                                             | 789                            | 35                             |                                |
| FIC - Federazione Italiana Canottaggio                                          | Canottaggio                                                                                              | 758                            | 14                             |                                |
| ACI - Automobile Club d'Italia                                                  | Automobilismo                                                                                            | 711                            | 12                             |                                |
| FITRI - Federazione Italiana Triathlon                                          | Triathlon                                                                                                | 573                            | 15                             |                                |
| FIDASC - Federazione italiana discipline armi sportive da caccia                | Tiro di campagna · Corsa con i cani da slitta                                                            | 522                            | 39                             |                                |
| FIJLKAM - Federazione Italiana Arti Marziali                                    | Aikidō · Jujutsu · Sumo · Capoeira · Jiu jitsu brasiliano                                                | 471                            | 16                             |                                |
| FASI - Federazione Arrampicata Sportiva Italiana                                | Arrampicata sportiva                                                                                     | 455                            | 5                              |                                |
| FIGB - Federazione Italiana Gioco Bridge                                        | Bridge                                                                                                   | 450                            | 15                             |                                |
| FIG - Federazione Italiana Golf                                                 | Golf | 405                            | 6                              |                                |
| FIGH - Federazione Italiana Giuoco Handball                                     | Pallamano · Beach handball                                                                               | 275                            | 7                              |                                |
| FIJLKAM - Federazione Italiana Lotta                                            | Lotta | 271                            | 18                             |                                |
| AECI - Aero Club d'Italia                                                       | Paracadutismo · Deltaplano · Parapendio · Volo a vela · Volo acrobatico · Aeromodellismo dinamico        | 245                            | 7                              |                                |
| FCRI - Federazione Cricket Italiana                                             | Cricket                                                                                                  | 237                            | 7                              |                                |
| FIBA - Federazione Italiana Badminton                                           | Badminton                                                                                                | 184                            | 7                              |                                |
| FIBS - Federazione Italiana Baseball Softball                                   | Baseball · Softball                                                                                      | 164                            | 4                              |                                |
| FIDAF - Federazione Italiana di American Football                               | Football americano                                                                                       | 115                            | 3                              |                                |
| FIH - Federazione Italiana Hockey                                               | Hockey su prato                                                                                          | 94                             | 5                              |                                |
| FISO - Federazione Italiana Sport Orientamento                                  | Orientamento                                                                                             | 82                             | 3                              |                                |
| FIM - Federazione Italiana Motonautica                                          | Motonautica                                                                                              | 81                             | 16                             |                                |
| FISSW - Federazione Italiana Surfing Sci Nautico e Wakeboard                    | Surf · Sci nautico · Wakeboard                                                                           | 66                             | 6                              |                                |
| FID - Federazione Italiana Dama                                                 | Dama | 49                             | 3                              |                                |
| FIPAP - Federazione Italiana Pallapugno                                         | Pallapugno                                                                                               | 41                             | 2                              |                                |
| FISG - Federazione Italiana Sport del Ghiaccio                                  | Hockey su ghiaccio · Curling · Pattinaggio di velocità su ghiaccio · Pattinaggio di figura · Stock sport | 21                             | 1                              |                                |
| FIGS - Federazione Italiana Giuoco Squash                                       | Squash                                                                                                   | 18                             | 1                              |                                |
| FICSF - Federazione Italiana Canottaggio Sedile Fisso                           | Canottaggio a sedile fisso                                                                               | 9                              | 2                              |                                |
| FIPM - Federazione Italiana Pentathlon Moderno                                  | Pentathlon moderno                                                                                       | 4                              | 1                              |                                |